# カラムシロ
カラムシロ（学名：Nassarius sinarus ）は、オリイレヨフバイ科に分類される巻貝の一種。

## 分布
中国沿岸を原産地とする。
日本（有明海、瀬戸内海）に導入されて定着している。

## 特徴
殻長2cmほどの海産の巻貝。殻表面の縦肋が体層の途中から弱まり、殻口でほぼ平滑になる。
腐肉食。

## 外来種問題
日本で初めて確認されたのは2000年の有明海で、その後も2002年に瀬戸内海で発見された。中国から輸入したアサリやアゲマキを各地の水域に放流した際、混入していた本種も共に野外へ放たれ、定着してしまったものと考えられる。
ウネハナムシロやヒロオビヨフバイといった絶滅が危惧される在来種と競争する可能性がある。また、漁業対象の生物へ被害を与えるとの情報もある。
外来生物法によって要注意外来生物に指定されている。